# إردمير
إردمير هي شركة تركية منتجة للصلب. (اختصار للغة التركية: Ereğli Demir ve Çelik Fabrikaları)، والتي تعني «مصانع إرجلي للحديد والصلب». تحتل إردمير المرتبة 43 بين أكبر شركات الصلب في العالم  وتشارك أيضًا في صناعة الفحم في تركيا. 